# Ricardo Batista
Ricardo Jorge Cecília Batista (Setúbal, 19 novembre 1986) è un calciatore portoghese naturalizzato angolano, portiere del Casa Pia.

## Carriera

### Club
Batista ha iniziato a giocare nella squadra della sua città natale, il Vitória Setúbal. Nel 2004 si è trasferito in Inghilterra al Fulham, con cui ha esordito in Coppa di Lega il 21 settembre 2005 contro il Lincoln City (5-4 per il Fulham dopo i tempi supplementari). Nel 2006 è stato ceduto in prestito in Football League One all'MK Dons (da gennaio ad aprile) e la stagione seguente in Football League Two al Wycombe prima da agosto a novembre e poi da gennaio ad aprile 2007. Dalla stagione 2007/2008 è ritornato al Fulham.

### Nazionale
Con la Nazionale portoghese Under-21 ha partecipato come riserva alla fase finale dell'Europeo di categoria del 2007 e sta disputando come titolare le qualificazioni per l'edizione 2009.